# Aranjament
În matematică, numărul de aranjamente (fără repetiție) a n   ({\displaystyle n\in \mathbb {N} ^{\!}})   elemente luate câte k   ({\displaystyle k\in \mathbb {N} ^{\quad }{,}\quad \;k\leq n\!})   se notează cu {\displaystyle A_{n}^{k}\!} și se calculează cu formula:
{\displaystyle A_{n}^{k}=n(n-1)\cdots (n-k+1)={\frac {n!}{(n-k)!}}.\!}
În practică, de multe ori se ajunge la necesitatea de a alege dintr-o mulțime oarecare de obiecte submulțimi care au anumite proprietăți sau de a aranja elementele unei mulțimi într-o anumită ordine. Sectorul matematic care studiază astfel de probleme se numește combinatorică și are importanță pentru teoria probabilităților, logica matematică, teoria numerelor, precum și pentru alte ramuri ale științei și tehnicii. De această ramură a matematicii aparțin și aranjamentele.

## Definiție
Daca {\displaystyle A} este o mulțime cu {\displaystyle n} elemente, atunci submulțimile ordonate ale lui {\displaystyle A}, având fiecare câte {\displaystyle k} elemente, unde {\displaystyle 0\leq \ k\leq \ n}, se numesc aranjamente de {\displaystyle n} elemente luate câte {\displaystyle k}.
Numărul aranjamentelor de {\displaystyle n} elemente luate câte {\displaystyle k} se notează {\displaystyle A_{n}^{k}} și se citește: "aranjamente de {\displaystyle n} luate câte {\displaystyle k} ".
Formula pentru calculul numărului {\displaystyle A_{n}^{k}} este următoarea:
{\displaystyle A_{n}^{k}=n(n-1)(n-2)...(n-k+1)}
Pentru {\displaystyle n=k} se regăsește formula permutărilor {\displaystyle A_{n}^{k}=A_{n}^{n}=n\cdot (n-1)\cdot (n-2)\cdot ...\cdot 3\cdot 2\cdot 1=n!}
Exemplu: Fie mulțimea {\displaystyle A=\{a,b,c,d,e\}}. Se pot construi 20 mulțimi ordonate, având câte două elemente  fiecare:
{\displaystyle (a,b),(a,c),(a,d),(a,e)}
{\displaystyle (b,a),(b,c),(b,d),(b,e)}
{\displaystyle (c,a),(c,b),(c,d),(c,e)}
{\displaystyle (d,a),(d,b),(d,c),(d,e)}
{\displaystyle (e,a),(e,b),(e,c),(e,d)}

## Proprietăți
Pentru {\displaystyle \forall \ n\in N^{*},k\in N,n\geq \ k}
- Formula de recurență:

{\displaystyle A_{n}^{k}=(n-k+1)\cdot A_{n}^{k-1}}
- Formula factorială a aranjamentelor:

{\displaystyle A_{n}^{k}={\frac {n!}{(n-k)!}}}
- {\displaystyle A_{n}^{n}=1\cdot 2\cdot 3\cdot ...\cdot n=n!}

- {\displaystyle A_{n}^{0}=1}

- {\displaystyle A_{n}^{n-1}=A_{n}^{n}}